# Théories sur l'origine des Peuls

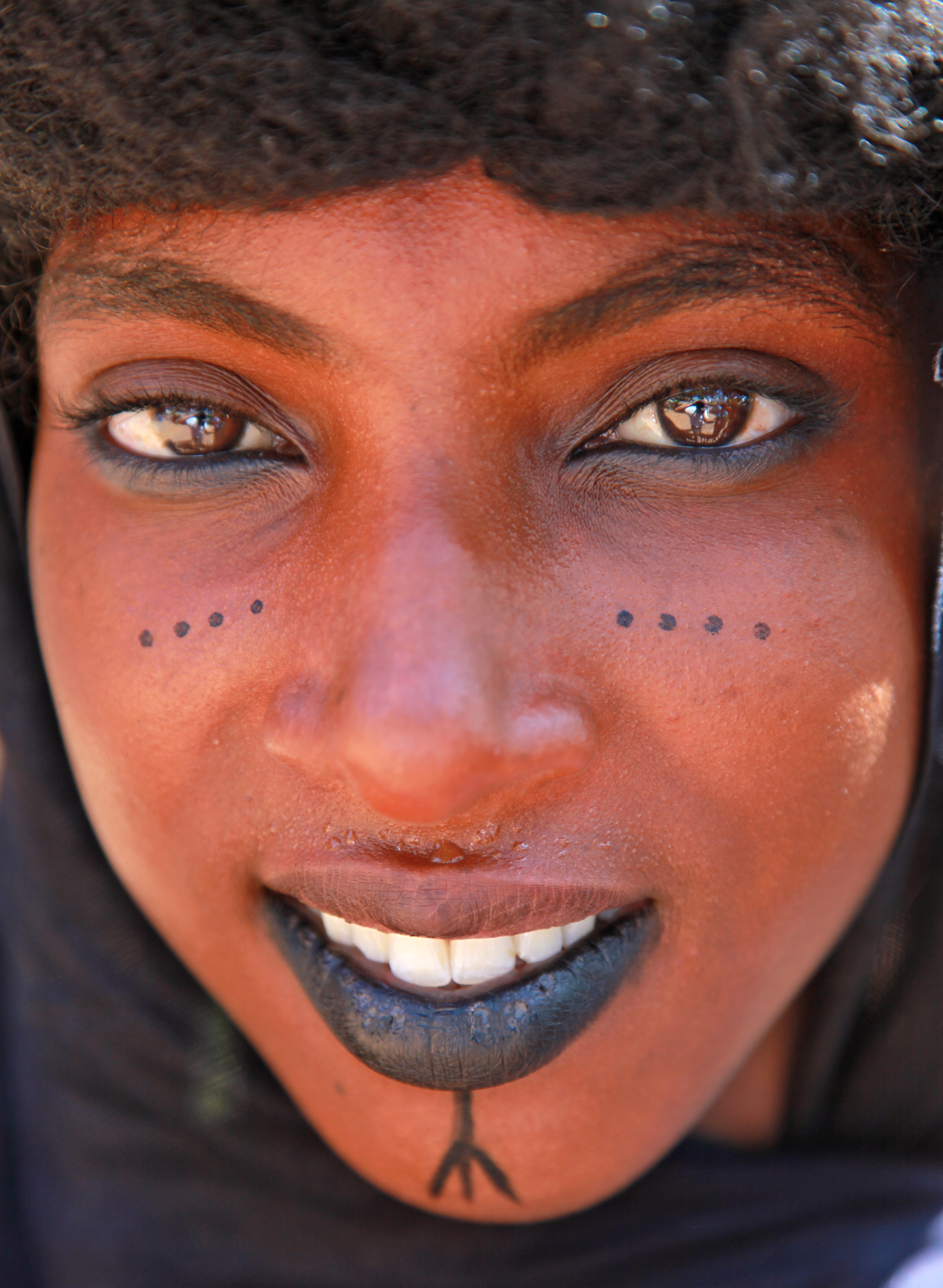
Une femme peule, chez les Woɗaaɓe du Mali.

L’origine des populations peules a fait l'objet d'un nombre considérable de théories, dont aucune ne fait aujourd'hui consensus parmi les historiens. Beaucoup de ces hypothèses furent émises au début du XXe siècle, à une époque où les rapprochements les plus hasardeux entre langues ou populations n'étaient pas rares. Ainsi, il importe de prendre les lignes qui suivent avec un maximum de précautions, même lorsqu'elles comportent des références publiées.
En particulier, aucun historien moderne n'accepterait les hypothèses liant les Peuls aux peuples indo-européens, indo-aryens ou mésopotamiens. En outre, les hypothèses rattachant les Peuls à l’Égypte pharaonique sont également largement discréditées. Néanmoins, les études récentes en paléogénétique montrent que les populations foulanis sont issus d'un mélange entre un groupe d’Afrique de l’Ouest et un groupe portant à la fois une ascendance européens et une ascendance est-africaine. 

## Théories faisant consensus aujourd'hui

### Génétique
Une étude génétique publiée en 2019 montre que les populations foulanis sont issus d'un mélange entre un groupe d’Afrique de l’Ouest et un groupe portant à la fois des ancêtres européens et nord-africains. Ainsi, les Peuls de Ziniaré au Burkina Faso ont des fractions d'ascendance d'origine d'Afrique de l'Ouest à raison de 74,5 %, 21,4 % d'origine européenne et 4,1 % d'origine est-africaine. Une structure génétique similaire est observée parmi tous les autres groupes de Foulanis, à l'exception des Foulanis de Gambie. Ce mélange doit probablement être associé aux pratiques d'élevage adoptées dans le passé, car il a entraîné des adaptations génétiques dont notamment l'élément de contrôle du gène LCT permettant aux porteurs de digérer le lactose tout au long de leur vie. Cet allèle T-13910 LP chez les individus peuls analysés dans cette étude repose sur un fond européen d'haplotype ce qui exclut une évolution parallèle convergente.
L'identification des fragments d'ascendance spécifiques flanquant des segments de type européen conforte l'opinion selon laquelle l'ascendance européenne dans les génomes peuls est couplée à leur composante nord-africaine. Ces deux ancêtres génétiques se sont mélangés dans le nord-ouest du continent africain depuis au moins 3 000 ans. Une étude de 2018 a établi un lien entre la diffusion de populations par le détroit de Gibraltar aux migrations néolithiques et au développement néolithique en Afrique du Nord. Cette ascendance mixte trans-gibraltarienne avait déjà été observée dans le pool génique mitochondrial des Foulanis qui relie les Foulanis au sud-ouest de l'Europe à partir des haplogroupes d'ADNmt H1cb1 et U5b1b1b. La lignée paternelle R1b-V88 montre des estimations d'âge similaires indiquant le moment où les premiers éleveurs se sont installés dans la ceinture Sahel / savane.
L'étude déduit que la proportion de non-Africains chez les Foulanis a été introduite par le biais de deux mélanges datés pour le premier entre 1500 et 2138 ans et le second entre 237–368 ans. Le premier mélange supposé entre les ancêtres ouest-africains des Peuls et un groupe nord-africain ancestral a probablement favorisé [Comment ?], voire catalysé des changements dans le mode de vie de ces populations et a par conséquent conduit l'expansion des Peuls dans la ceinture Sahel / savane. Ce point de vue est compatible avec les traces du pastoralisme dans la savane ouest-africaine (nord du Burkina Faso, en particulier), commençant il y a environ 2000 ans selon des données archéologiques. Le deuxième événement d'adjonction remonte à une époque plus récente, provenant d'une source de l'Europe du sud-ouest. Cet événement peut probablement être expliqué par un flux de gènes ultérieur entre les Foulanis et des populations nord-africaines (qui supportent des proportions importantes de mélanges avec les Européens en raison du flux de gènes par Gibraltar) ou encore par l'expansion coloniale européenne en Afrique.

## Théories supposées

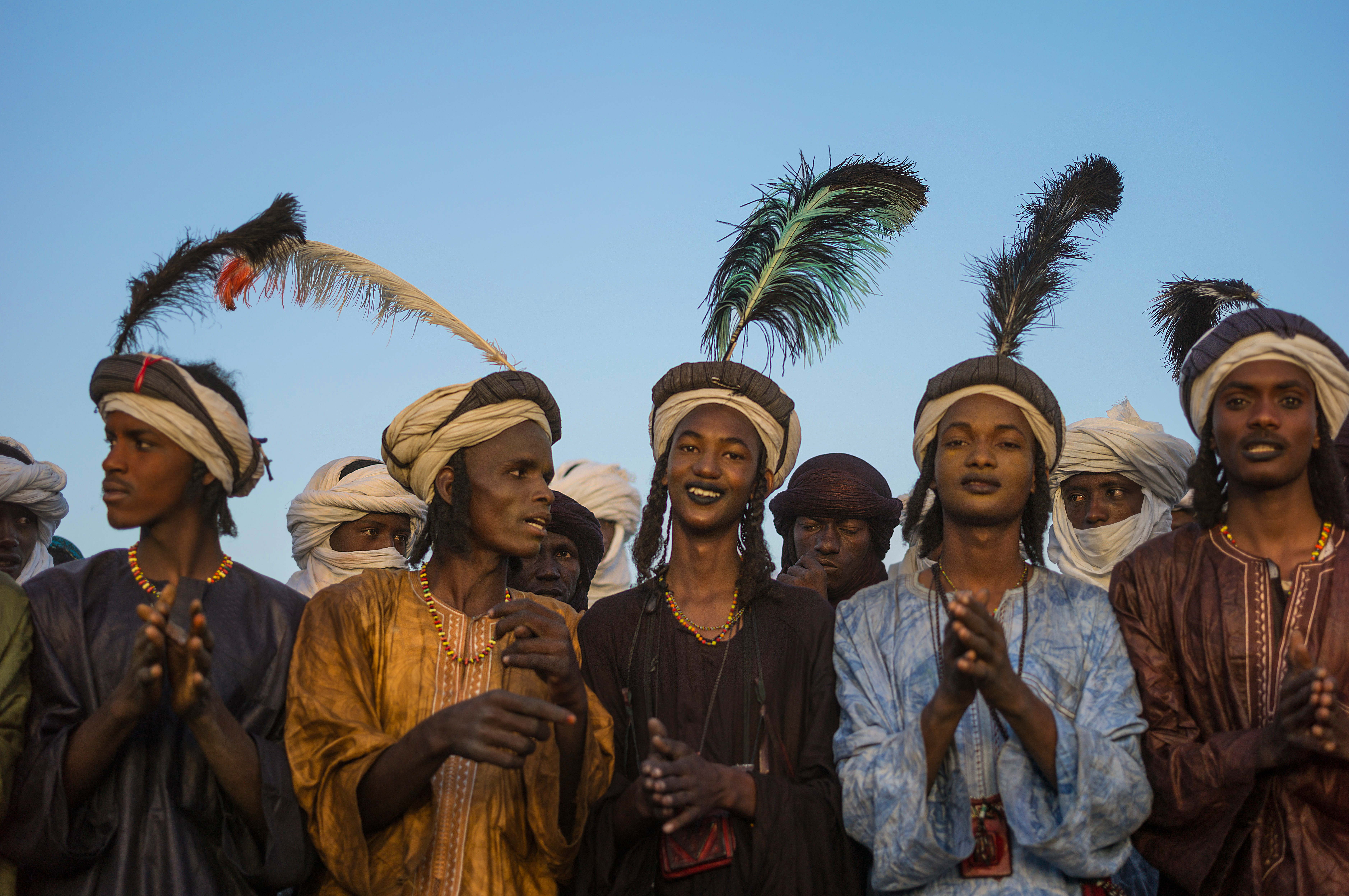
A la fin de la saison des pluies en septembre, les Wodaabes se rendent à In-Gall pour récolter du sel et participer au festival Cure Salee, une rencontre de plusieurs groupes nomades. Ici, les jeunes hommes wodaabes, maquillés, exécutent des danses et des chants pour impressionner les femmes. L'idéal de beauté masculine des Wodaabe met l'accent sur la taille, les yeux et les dents blanches ; les hommes lèvent souvent les yeux au ciel et montrent leurs dents pour souligner ces caractéristiques.

L'origine (ou les origines) des Peuls a donné naissance à une littérature abondante de qualité inégale, qu'il est difficile de résumer.
De la fin du XIXe siècle aux années soixante, on les désigne sous le nom de Hamites (terme désignant des tribus du nord-est de langues caucasoïdes). Ce terme est aujourd'hui quelque peu abandonné, au profit de celui plus généraliste de Berbères ou lorsque l'origine est précisée, « pasteurs d'origine indo-européenne ». Certains auteurs opèrent une distinction entre Berbères et populations d'origine indo-européenne ayant pénétré en Afrique[réf. nécessaire] durant la Haute-Antiquité ; Peuples de la mer, Hittites, Hyksôs (ces derniers étant un mélange d'Indo-européens et d'Asiatiques).D'après le Dr Lasnet (cité par Henri Lhote), ils auraient été connus des auteurs de l'Antiquité (Pline et Ptolémée) sous le nom de leuco-Éthiopiens, c'est-à-dire « Éthiopiens blancs », thèse reprise par Henri Lhote. Pour Gustave d'Eichthal (1804-1886) et André Arcin, les Peuls seraient les Phout, Fouth, Foud ou Foull de la Bible (Genèse 10-6, 10-14) où ils sont rattachés aux peuples situés à l'Est de la Mésopotamie.
D'après leurs légendes orales, les Peuls sont originaires du Levant (terme dévolu à l'Orient). Ce mythe s'inscrit aussi bien dans les rites (prières matinales au soleil rouge du levant, pour demander le retour à Yôyô, ville mythique située en Orient, les rites funéraires, que dans les mœurs ou la psychologie)

### Le problème des origines
Les Peuls apparaissent encore sous d'autres appellations : éthiopiens ; méditerranéens ; chamites.
Peuple situé à la frontière entre le monde nord-africain et l'Afrique noire, les Peuls ont été perçus par les Européens comme un peuple métis, ce qui posera un grand problème aux classifications rigides du XIXe siècle et de la première moitié du XXe siècle. Ils furent par conséquent, au centre d'une entreprise de recherches internationales, car leur présence en ces lieux, posait aux chercheurs de l'époque un double problème: celui du métissage et celui de la migration, c'est-à-dire de l'origine. Ces travaux devaient en outre, permettre de comprendre les migrations humaines en Afrique. Au XIXe siècle, ils s'inscrivaient sous l'égide de l'école polygéniste française, proposant le métissage comme modèle explicatif aux multiples interrogations des nombreux observateurs. Cent ans plus tard, une autre lecture de l'histoire proposée par Cheikh Anta Diop (1970-1980) - conforme aux hypothèses de Sergi (Boëtsch & Ferrié 1994) et d'Elliot Smith voyageur écossais au Soudan en 1928 - consiste en une translation entre « méditerranéens » et « noirs », : Trois grandes théories sur l'origine des Peuls ont donc été développées depuis la fin du XIXe siècle, durant tout le XXe siècle et début du XXIe siècle :
- L'Éthiopienne (Verneau : 1895 ; Pales : 1952 ; Lhote 1959)
- L'Égypto-nubienne (Diop : 1967, 1973, 1981 ; Dieng : 1989 ; Froment : 1991)
- La Libyenne ou berbère (Cortambert : 1860 ; Béranger-Féraud : 1875 ; Deniker: 1900 ; Sarrazin : 1901 ; Lhote : 1958 ; Cavalli-Sforza : 1992).

La complexité de l'identité peule tient précisément à son métissage. Le discours itératif autour des Peuls sera souvent celui de la pureté et du mélange, du vrai et du faux (vrais Peuls ; faux Peuls). Ils seront pour longtemps classés en tant que Peuls « rouges » et Peuls « noirs » dans l'anthropologie européenne. Les premiers possédants des caractères europoïdes que ne posséderaient pas les seconds. À cette dichotomie, Joseph Deniker en 1900 élaborera la théorie du « métissage en strates discrètes ». Il faut compter en effet quatre ensembles distincts survenus à différentes périodes de l'histoire. Le premier métissage évoqué par les historiens, fut celui d'un apport berbère important, survenu à différentes périodes. L'un très ancien du néolithique jusqu'à la période islamique. Le deuxième plus récent et géographiquement circonscrit, survient au XVIIIe siècle avec l'invasion de tribus maures au Fouta-Toro. Ce métissage concerne en particulier les Peuls du Fulaadu, du Fouta-Toro et du Burkina Faso, (branche venue de l'Est du Fouta Toro).
À ce métissage dit « régional », il faut ajouter un élément que les chercheurs s'accordent à considérer comme asiatique. Des historiens et des linguistes soutiennent depuis longtemps l'ascendance indienne de ces pasteurs[source insuffisante]. De récentes recherches ont montré que certains rapprochements pouvaient être fait avec certaines tribus pastorales d'Asie centrale[source insuffisante] ce qui pourrait les rapprocher des Hyksôs dont on[Qui ?] pense qu'ils ont introduit le cheval en Afrique.
Mais à ces deux apports l'un berbère, l'autre asiatique, un troisième élément vient s'ajouter. Certains auteurs[Qui ?] ont évoqué l'intervention d'un ou plusieurs Peuples de la mer dans l’ethnogenèse peule et ce pour un événement historique majeur ; l'introduction du zébu en Afrique - espèce qui n'était pas représentée sur les peintures rupestres du Tassili étudiées par Henri Lhote, mais qui sont aujourd'hui présents chez les Peuls. Pour d'autres chercheurs[Qui ?] les Peuls auraient été des Palestiniens ou des Mésopotamiens, c'est-à-dire, des éléments du groupe sémite (Le Mali: p. 66) Ainsi, pour Maurice Delafosse, leur ascendance serait judéo-syrienne. Ces juifs, auraient été chassés de la Cyrénaïque et auraient migré vers le Mali.
Cependant des recherches récentes en génétique des populations n'ont pas confirmé cette thèse qui est aujourd'hui abandonnée. L'ensemble de ces différentes "strates", se situent sur un substrat soudano-guinéen effectif depuis le VIIe siècle pour les Peuls d'Afrique de l'Ouest (Guinée-Bissau, Sierra Leone, Sénégal, Sénégambie) et du IXe siècle au XXe siècle pour les Peuls du Mali, du Niger, du Burkina Faso, de Guinée, du Bénin, du Nigeria, du Tchad, du nord Soudan, ou du nord Cameroun (migrations par vagues en deux phases).
À la recherche scientifique pure, s'ajoute la tradition orale, plus précise[réf. nécessaire] et rejoignant parfois les thèses déjà évoquées. Les Peuls descendraient d'ancêtres blancs ayant émigré du nord-est : "Du pays de Cham ou de Sam, c'est-à-dire de la Syrie ; du pays de Tor, la presqu'île du Sinaï ; de Missira, l'Égypte ; et du pays de Séritou, la Syrte en Libye".
Jean-Pierre Valentin et Paul Lorsignol considèrent que les Peuls sont un peuple issus de Protoméditerranéens venus du Proche-Orient au néolithique, ayant participé à l'éclosion du monde berbère (Horizons Nomades: p. 2-3). Jean Boutrais, Roger Botte et Jean Schmitz font de ces pasteurs ; des « Syro-libyens ».

### Préhistoire
Henri Lhote dans son Extraordinaire aventure des Peuls paru en 1958, est le premier à s'intéresser à l'histoire ancienne des Peuls. Il appelle ces pasteurs à bovidés des « Éthiopiens ». Pour lui, les Peuls sont des Hamites ou des Chamites / kamites. Ils seraient venus du Proche-Orient, des anciennes provinces de la Gédrosie et de la Susiane Suse[Laquelle ?]. On attribue à ce groupe intermédiaire les premières civilisations du Croissant fertile ; la première dynastie égyptienne, Sumer, Babylone, la Susiane, la Gédrosie (Mésopotamie).
Ces anciens royaumes qui se situent à l'est de l'Iran actuel (proche de l'Afghanistan et du Golfe Persique au sud), étaient autrefois à la limite de la frontière Ouest de la Chine et de la route du lapis-lazuli qui fut l'objet d'un grand commerce avec l'Égypte pharaonique. Les Chamites (berbères, couchites, égyptiens...), ont été étudiés par des chercheurs français comme l'abbé Breuil (1877-1961) et par des indianistes européens, indiens et anglais au XIXe siècle et au XXe siècle, notamment Budge (1902) et J. Hornell (1924). L'étude de l'Égypte ancienne, des langues chamito-sémitiques et de certains faits culturels ont montré une parenté évidente avec l'Inde et le groupe dravidien en particulier. Lilias Homburger, dans les années 1950, évoque une culture « indo-africaine » en opposition avec le pôle nordiste « indo-européen » ,.
Des études également menées sur les Peuls ont confirmé l'importance de l'Orient dans l'histoire de ce peuple. On a ainsi trouvé le marqueur M9 (Haplogroupe K (Y-ADN)) qui est un marqueur ouest-eurasien présent à 97 % en Iran[réf. nécessaire] ; le marqueur M89 (Haplogroupe F) qui est un marqueur du Moyen-Orient présent à 90 % chez les populations de l'Asie centrale[réf. nécessaire]. Il est présent à 18 % chez les Peuls, à 19 % chez les Arabes et 21 % chez les Afghans ; le marqueur M20 (Haplogroupe L (Y-ADN)) qui est un marqueur indien présent à 50 % en Inde du Sud est fréquent chez nombre de peuples de l'Est africain,,,.[source insuffisante]
Selon Henri Lhote, les Peuls seraient originaires de la Haute vallée du Nil : Haute-Égypte, Nubie et Éthiopie. En étudiant les peintures rupestres du Tassili n'Ajjer, il pensait que les peintures rupestres de bovins permettraient de suivre l'avancée de ce peuple, à travers des représentations stylisées dans le Sahara. Les Peuls auraient introduit le Bos Indicus (zébu ouest africain) et une race de bœuf à longues cornes en forme de « lyre », ainsi que l'Indigo et le métier à tisser en Afrique. Henri Lhote s'appuie sur des phénomènes culturels toujours existants, notamment dans l'esthétique (vêtements, coiffures) de ces pasteurs. Il assimile les Peuls, aux « Éthiopiens » d'après les peintures rupestres, représentant des profils « europoïdes » ou « méditerranoïdes ». Par l'arc, les vêtements, la coiffure, l'habitat en hutte hémisphérique, il les rattache au grand rameau de la civilisation hamitique comprenant les Galla mais également les Toubou du Tibesti. Il les fait partir de Haute-Égypte. L'Éthiopie et l'Érythrée possèdent aussi des peintures rupestres représentant des bœufs sans bosses (Bos brachycéros et Bos africanus) et identiques à ceux représentés au Sahara.
Henri Lhote signale que l'absence des Peuls dans les représentations d'Éthiopie et d'Érythrée, serait un signe qu'ils ne seraient pas venus en droite ligne de l'Éthiopie. Ils auraient contourné le Sahara par le nord, longeant le Fezzan, le Tell Algérien, jusqu'à parvenir au Maroc, puis la Mauritanie et enfin, le Sénégal vers le VIIIe siècle de notre ère (Arcin, Tauxier, Béranger-Féraud, Verneau). Ce qui distingue en effet les berbérides des autres couchites, ce sont leurs voies d'expansions. L'ensemble des couchites du sud et des nilotiques sont passés par le sud du Sahara et ont débouché au Tassili, qui était la seule zone de contacts entre les berbérides et les couchites. Les couchites du sud, seront constamment repoussées par les berbérides en particulier les Garamantes et les Gétules. Action qui se verra facilité par l'apparition du cheval et du char dans la deuxième moitié du IIeemillénaire, mais aussi par la désertification du Sahara, qui dès lors, formera une frontière géographique, écologique mais aussi ethnique entre le nord et le sud. Rares sont les chercheurs qui font passer les Peuls par le sud du Sahara (Motel). Les Peuls ne pénètreront le monde bantou qu'à partir du VIIIe siècle apr. J.-C., par le nord, vraisemblablement le Maroc ou la Mauritanie. Henri Lhote les compare également aux Bafour, peuple de la vallée du Niger, vers Diaka, le lac Débo et le Hodh, mélange de sémites venus du nord-est, de Berbères Zénaga (formation Gétules) et de Garamantes (p. 21 in Histoire du Mali).
Les remarques d'Henri Lhote, d'abord contestées par de nombreux spécialistes, notamment pour des raisons chronologiques, certains auteurs (Dr. Lasnet) ne font venir les Peuls au Sahara qu'aux alentours du Ier siècle de notre ère, soit à l'époque romaine. Les thèses d'Henri Lhote sont aujourd'hui acceptées par la plupart des spécialistes[réf. nécessaire]. Ces « fresques » de l'âge des bovidés[pas clair], inscrites sur les rochers du Tassili, montrent sous la « lecture » d'Amadou Hampâté Bâ et G. Dieterlen (1961, 1966) pour les gravures à caractère symbolique ou mythologique, l'œuvre de pasteurs venus d'Égypte et datée entre 4000 et 2000 ans[réf. nécessaire].
Les suppositions d'Henri Lhote ne sont pas confirmées par les études génétiques les plus récentes (2019) qui montrent que l'ascendance des populations peules provient d'Afrique de l'Ouest à raison de 74,5 %, et pour moins de 5 % seulement est d'origine est-africaine.

### 2000 ans: introduction du char et du cheval
L'histoire ancienne des Peuls apparait dans le livre collectif Figures Peules dans un contexte géographique précis ; le Tassili n'Ajjer et un contexte historique voyant l'ouest du Nil menacé par des tribus libyennes (Ribou de Cyrénaïque et Mashaouash une tribu Gétule), constituant de petites aristocraties locales, suffisamment puissantes cependant pour menacer l'Égypte et faire appel à des peuples situés de l'autre côté de la méditerranée (porteurs de la culture mycénienne) Mycène, appelés Peuples de la mer par les Égyptiens.
On trouve à partir de cette période, d'autres peintures rupestres plus proches de nous et datées de 2000 ans, concernant des images des chars dits à « spirales » du milieu du IIe millénaire avant notre ère qui étaient des motifs prisés par les Égéens et sans doute repris par des Libyens pour servir au prestige d'aristocraties locales. Ces mêmes chars ont été retrouvés sur des tombes à fosse du cercle A de Mycène et au Péloponnèse. C'est aussi la période de l'introduction du cheval dans le Sahara central par les Hyksôs ou du moins comme pour les chars, sa représentation sur roches. À partir de 1 500 environ apparaît le char à timon simple ou « char égyptien », qui va encore accentuer les différences entre les populations du nord et les populations du sud, qu'elles vont repousser vers le sud.
Christian Dupuy dans Figures Peules signale qu'en l'absence d'autres données archéologiques, il demeure prématuré d'identifier les auteurs de ces peintures aux ancêtres des Peuls. De plus, nombre de Peuls ne se reconnaissent pas dans la thèse orientale, ni à travers l'analyse des peintures rupestres d'Henri Lhote. Enfin, l'auteur fait également remarquer que, sans remettre en question l'appartenance à une même entité socio-linguistique des Peuls, les disparités observées entre différents groupes traduisent bien l'existence d'interactions et d'évolutions culturelles à travers le temps et l'espace. Cette diversité des modes de vie suppose des vécus historiques différents selon les groupes et les régions.

### Antiquité

#### L'Égypte pharaonique
Lilias Homburger (1880-1969) soutenait que les Peuls peuple pasteur, apparaîtraient dans l'histoire de l'Égypte à travers une lettre qui leur appartient, (-ng) comme un peuple « entrant » dans des écrits, rédigés par des Égyptiens signalant le passage de pasteurs conduisant des bovins à longues cornes dits -ng ' ou -ng.w (= -ngr), dit nagor (en langue brahoui) dans le nord-ouest de l'Inde (Balouchistan) et dans les provinces de l'Est de l'Iran d'aujourd'hui. Cependant les légendes orales Peules, signalent qu'ils y auraient eu plusieurs vagues d'arrivées, chacune avec leur contexte historique, étalées de manière discontinue de 2500 av. J.-C à l'ère des Ptolémée en 300 av. J. -C où leur ethnonyme, apparaît dans les textes et sur les monuments et période d'un important brassage ethnique, opéré à partir de la Basse époque égyptienne avec l'Orient et la méditerranée.

#### Les Poulasti
Les Poulasti ou Palasti, Pelasi, ou encore Péleshet ou Péléset (en égyptien), sont un peuple de la mer, considérés comme d'ascendance grecque, devenus les Philistins, qualifiés de berbères et cousins des Coptes[réf. nécessaire]. Les Poulasti, apparaissent pour la première fois dans un cycle des sept tableaux légendés de Médinet-Habou. Leur nom apparaît sous la forme non vocalisé en égyptien prst. Ils livrent une bataille terrestre contre Ramsès III (1180-1155)dans la région de Beth-Shéan, au sud du Lac Tibériade. Une deuxième apparition des Poulasti dans la cinquième série de Médinet-Habou, les montre arrivant par mer dans le Delta du Nil en compagnie des Sikala (indo-européens qui peupleront plus tard la Sicile)- Les Poulasti vaincus par Ramsès III, une partie de ces guerriers seront enrôlés dans l'armée égyptienne, et fourniront les garnisons des forteresses qui surveillaient en Moyenne-Égypte, le désert de Libye et la plupart feront souches dans la région où ils s'établiront en éparchies. Après Ramsès, les Pulasti devenus les Philistins, se fixèrent au Levant,  qui apparaît dans les textes à partir de 800 av. J.-C[source insuffisante].

#### Période romaine
L'Afrique numide est l'Afrique des alliances berbères, pour répondre au commerce avec Carthage et à la domination romaine. La plupart des études sur ce sujet portent sur les Berbères des côtes ou des régions agricoles en contacts avec les Romains, aucune ne porte sur les « Berbères sahariens », hormis sur les Garamantes (considérés parfois comme les ancêtres des Touaregs), les Musulames, les Gétules et les Nasamons. On peut trouver néanmoins quelques informations concernant des ostraca trouvés en Maurétanie, en Tripolitaine et dans le Fezzan, relatant les relations romano-indigènes dans deux ouvrages ; La résistance africaine à la romanisation de Marcel Bénabou et Rome en Afrique de Christophe Hugoniot.
Le cas Gétules ou Gaetules : À la période romaine ce que l'on entend par « royaumes berbères » sont en fait des mouvances, des alliances sporadiques. Ainsi, si les tribus berbères portaient des noms bien individualisés, comme les Suburbures, certaines dénominations recouvraient des entités plus larges et fluctuantes, comme les Libyens, les Massyles, les Masaesyles, les Numides, Les Gétules, ou les Maures. Ces entités semblent avoir compris diverses tribus distinctes. Les Musulames, les Garamantes du Fezzan et peut-être Nasamons en Tripolitaine faisaient partie, selon certains auteurs anciens, du groupe Gétulesin. Les Gétules que l'on distingue parfois mal des Garamantes seraient chez certains auteurs, les descendants des pasteurs blancs du Tassili. Il existe de nombreux écrits sur ces berbères qualifiés de « Grands nomades » par les Romains. G. Camps, les situe à la limite orientale de l'Empire romain en Numidie, nomadisants entre le Chott el Hodna actuel et l'ancienne cité romaine de Sabratha sur la côte, à l'ouest de la Tripolitaine. Ce sont des berbères des steppes de la frange nord saharienne voisins des Bavares ou Davares et des Massyles et Masaesyles. Ils sont souvent comparés aux Garamantes avec lesquels ils partagent un mode de vie similaire. Les Gétules sont le seul groupe libyco-berbère exclusivement nomade à présenter une similarité avec la divinité peule géno, (le qualificatif gens Numidarum dérivé du genius gentis Numidiae était le nom donné aux berbères de cette région à cause des dédicaces offertes à cette divinité). Comme le note d'ailleurs, Marcel Bénabou, p. 319 : « Il y a une démilitarisation progressive du culte et une accentuation du caractère religieux à mesure que l'on s'éloigne vers l'est ». On trouve néanmoins une étude concernant ces dédicaces, les Dii Mauri (dieux maures) faisant état du problème posé par les dii immortales Getulorum d'ordre similaire au Gens Maura, provenant d'une lecture d'un texte trouvé près d'Horrea commémorant une défaite des tribus bavares et la mort de leurs rois. G. Camps signale que « la lecture de GETVLO (5e ligne) est loin d'être certaine ; nous avons pu déchiffrer péniblement GEN/O…Or nous avons d'autres exemples où l'on invoque, après d'autres divinités, le genius loci : à Satafis et à Sétif où cette invocation intervient aussi probablement après une victoire sur les Bavares. » Il n'est pas à exclure l'alliance ponctuelle d'un élément peul avec la formation gétule ou des Berbères des régions plus à l'ouest de l'Égypte, dans le Fezzan.[réf. nécessaire]